# Hamidou Diallo
Hamidou Diallo (Nova Iorque, 31 de julho de 1998) é um jogador norte-americano de basquete profissional que atualmente joga no Detroit Pistons da National Basketball Association (NBA).
Ele jogou no basquete universitário pelo Kentucky Wildcats e foi selecionado pelo Brooklyn Nets como a 45ª escolha geral do Draft da NBA de 2018. Em sua primeira temporada, ele participou e ganhou o Slam Dunk de 2019.

## Carreira no ensino médio
Diallo estudou na John Bowne High School em Flushing, Nova York, durante seu primeiro e segundo ano. Em seu segundo ano, ele teve médias de 17,1 pontos, 6,6 rebotes e 2,7 assistências. 
Durante o verão de 2015, Diallo competiu no Under Armor Association Circuit (UAA) pelo NY Jayhawks. Ele teve médias de 22,5 pontos e 5,0 rebotes no Under Armour Association Circuit de 2015. Mais tarde naquele verão, Diallo foi convidado para o NBPA Top 100 e para o Adidas Nations. 
Diallo foi transferido para a Putnam Science Academy em Putnam, Connecticut, antes de seu terceiro ano. Nessa temporada, ele teve médias de 17,0 pontos e 4,0 rebotes e levou Putnam a um recorde geral de 35–7. 
No verão de 2016, Diallo juntou-se à equipe da AAU, New York Rens, no circuito da Nike Elite Youth Basketball League (EYBL). Ele teve médias de 18,6 pontos e 2,1 assistências. 
Em sua última temporada, ele teve médias de 19,0 pontos, 6,0 rebotes e 3,0 assistências e liderou a sua equipe a um recorde de 38-3. Diallo foi considerado um dos melhores jogadores na classe de recrutamento pela Scout.com, Rivals.com e ESPN. Diallo foi fortemente recrutado por seis universidades: Kentucky, Arizona, Indiana, Kansas, Syracuse e Connecticut.

## Carreira universitária
Em 7 de janeiro de 2017, Diallo se comprometeu com a Universidade de Kentucky. Ele começaria a participar dos treinos da equipe, mas não jogaria um único jogo naquele ano devido ao seu ingresso tardio no programa. Diallo foi um dos 182 jogadores a serem declarados para o Draft da NBA de 2017, apesar de não ter jogado um único jogo universitário no processo.
Em 24 de maio de 2017, Diallo anunciou que voltaria a Kentucky para jogar na temporada de 2017-18, apesar dos olheiros dizerem que ele poderia ter sido uma escolha na primeira rodada do draft daquele ano.
Em sua única temporada em Kentucky, ele teve médias de 10,0 pontos e 3,6 rebotes.

## Carreira profissional

### Oklahoma City Thunder (2018–2021)
Em 21 de junho de 2018, Diallo foi selecionado pelo Brooklyn Nets como a 45ª escolha no Draft da NBA de 2018. Ele foi posteriormente negociado com o Charlotte Hornets e depois com o Oklahoma City Thunder. Em 28 de julho de 2018, o Oklahoma City Thunder anunciou que tinha assinado um contrato de 2 anos e US$2.28 milhões com Diallo.
Em 16 de outubro de 2018, ele fez sua estreia na NBA em uma derrota por 100-108 para o Golden State Warriors e registrou quatro pontos, um rebote, uma assistência e um roubo de bola. Em 19 de novembro de 2018, Diallo marcou 18 pontos na derrota por 113–117 para o Sacramento Kings.
Em 16 de fevereiro de 2019, Diallo venceu o Slam Dunk Contest, tornando-se o primeiro jogador do Oklahoma City Thunder a vencê-lo. Em uma enterrada, ele pulou sobre Shaquille O'Neal, deu uma enterrada popularizado por Vince Carter e exibiu uma camiseta do Superman. Em outra enterrada, ele saltou sobre Quavo que segurava a bola acima de sua cabeça e finalizou com as duas mãos.

### Detroit Pistons (2021–Presente)
Em 13 de março de 2021, Diallo foi negociado com o Detroit Pistons em troca de Sviatoslav Mykhailiuk e uma futura escolha de segunda rodada no draft.
Em 19 de agosto de 2021, Diallo assinou uma extensão de contrato de 2 anos e US$ 10,4 milhões com os Pistons. Em 25 de março de 2022, ele foi descartado pelo restante da temporada de 2021-22 com uma fratura no dedo indicador esquerdo.
Em 29 de dezembro de 2022, Diallo foi suspenso pela NBA por um jogo devido a uma briga durante um jogo contra o Orlando Magic.

## Carreira na seleção
Diallo participou da Seleção Americana Sub-18 que conquistou o ouro na Copa América Sub-18 em 2016. Ele ganhou o bronze na Copa do Mundo Sub-19 de 2017 no Egito.

## Estatísticas

### NBA

#### Temporada regular
| Ano      | Equipe        | PJ  | PT | MPJ  | AP   | 3P   | LL   | RT  | AS  | BR  | TO | PPJ  |
| -------- | ------------- | --- | -- | ---- | ---- | ---- | ---- | --- | --- | --- | -- | ---- |
| 2018–19  | Oklahoma City | 51  | 3  | 10.3 | .455 | .167 | .610 | 1.9 | .3  | .4  | .2 | 3.7  |
| 2019–20  | Oklahoma City | 46  | 3  | 19.5 | .446 | .281 | .603 | 3.6 | .8  | .8  | .2 | 6.9  |
| 2020–21  | Oklahoma City | 32  | 5  | 23.8 | .481 | .293 | .629 | 5.2 | 2.4 | 1.0 | .4 | 11.9 |
| 2020–21  | Detroit       | 20  | 4  | 23.3 | .468 | .390 | .662 | 5.4 | 1.2 | .5  | .6 | 11.2 |
| 2021–22  | Detroit       | 58  | 29 | 21.9 | .496 | .247 | .650 | 4.8 | 1.3 | 1.2 | .3 | 11.0 |
| Carreira | Carreira      | 207 | 44 | 19.7 | .469 | .275 | .630 | 4.1 | 1.2 | .7  | .3 | 8.9  |

#### Playoffs
| Ano  | Equipe        | PJ | PT | MPJ | AP   | 3P   | LL   | RT  | AS | BR | TO | PPJ |
| ---- | ------------- | -- | -- | --- | ---- | ---- | ---- | --- | -- | -- | -- | --- |
| 2020 | Oklahoma City | 3  | 0  | 8.3 | .364 | .200 | .571 | 2.0 | .3 | .0 | .7 | 4.3 |

### Universidade
| Ano     | Equipe   | PJ | PT | MPJ  | AP   | 3P   | LL   | RT  | AS  | BR | TO | PPJ  |
| ------- | -------- | -- | -- | ---- | ---- | ---- | ---- | --- | --- | -- | -- | ---- |
| 2017–18 | Kentucky | 37 | 37 | 24.8 | .428 | .338 | .616 | 3.6 | 1.2 | .8 | .4 | 10.0 |

Fonte: